# Tchi Tcha
A Tchi Tcha című dal a francia Reciprok 3. és egyben utolsó kimásolt kislemeze a máig egyetlen Il Y A Des Jours Comme Ca... című albumról.
A dal a francia kislemezlista 26. helyéig jutott, ahol 14 hétig volt helyezett.

## Megjelenések
12"  Franciaország Soulcircle – SOC 663669
- A1	Tchi-Tcha (Rodd Swing Mix)
- A2	Tchi-Tcha (A Cappella)
- B1	Tchi-Tcha (Version Scarla)
- B2	Tchi-Tcha (Version Scarla Remix Club)